# 更钦·久美旺博昂欠
更钦·久美旺博昂欠是一处位于中国青海省尖扎县昂拉乡尖巴昂村的清代建筑，2004年5月10日公布为第七批青海省文物保护单位。“昂欠”意为活佛府邸。